# کنو (آلاباما)
کنو (به انگلیسی: Canoe) یک منطقهٔ مسکونی در ایالات متحده آمریکا است که در آلاباما واقع شده‌است. کنو ۸۵٫۹۵ متر بالاتر از سطح دریا واقع شده‌است.